# Policía local de España

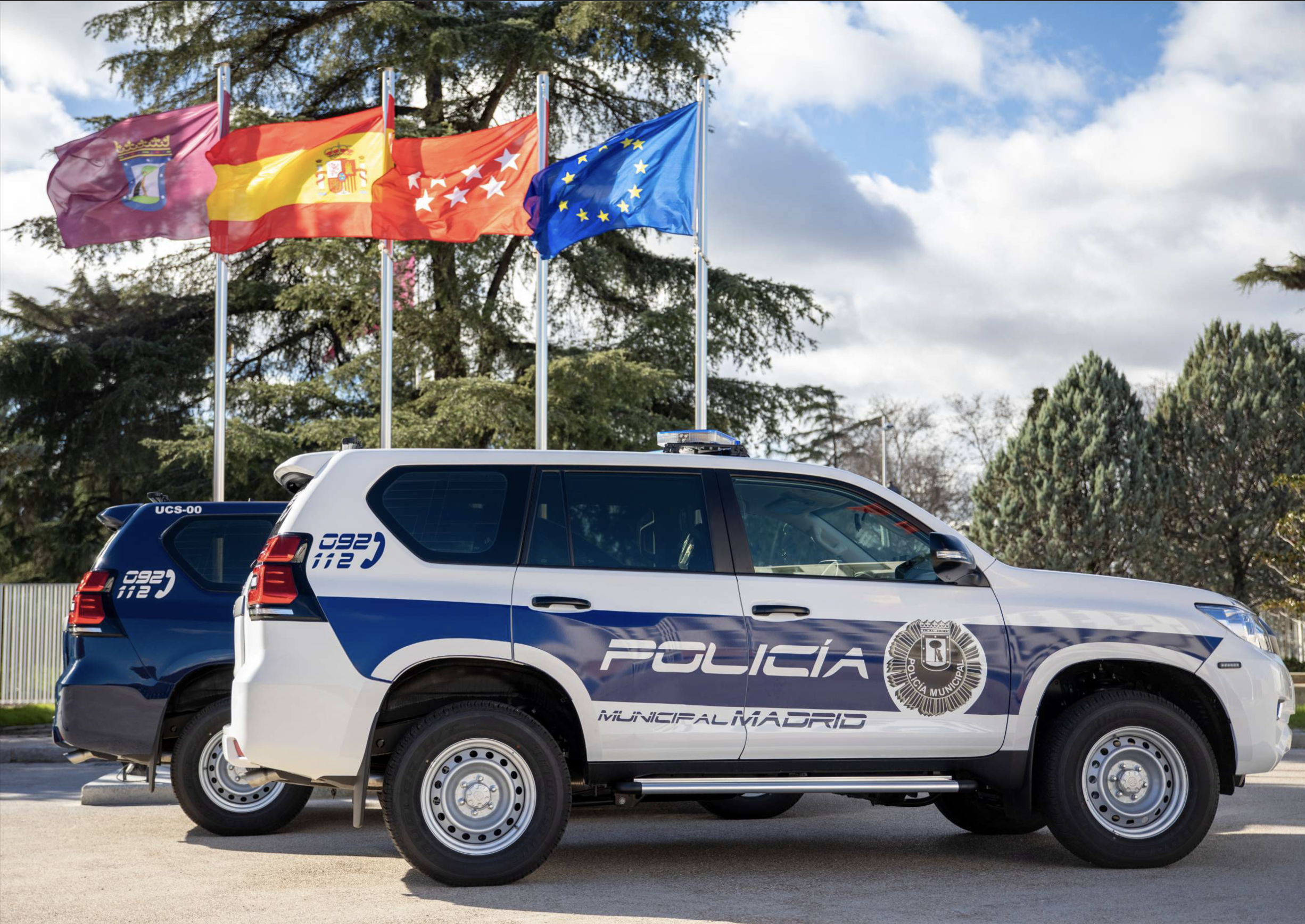
Vehículos de la Policía Municipal de Madrid con la nueva rotulación del Cuerpo.

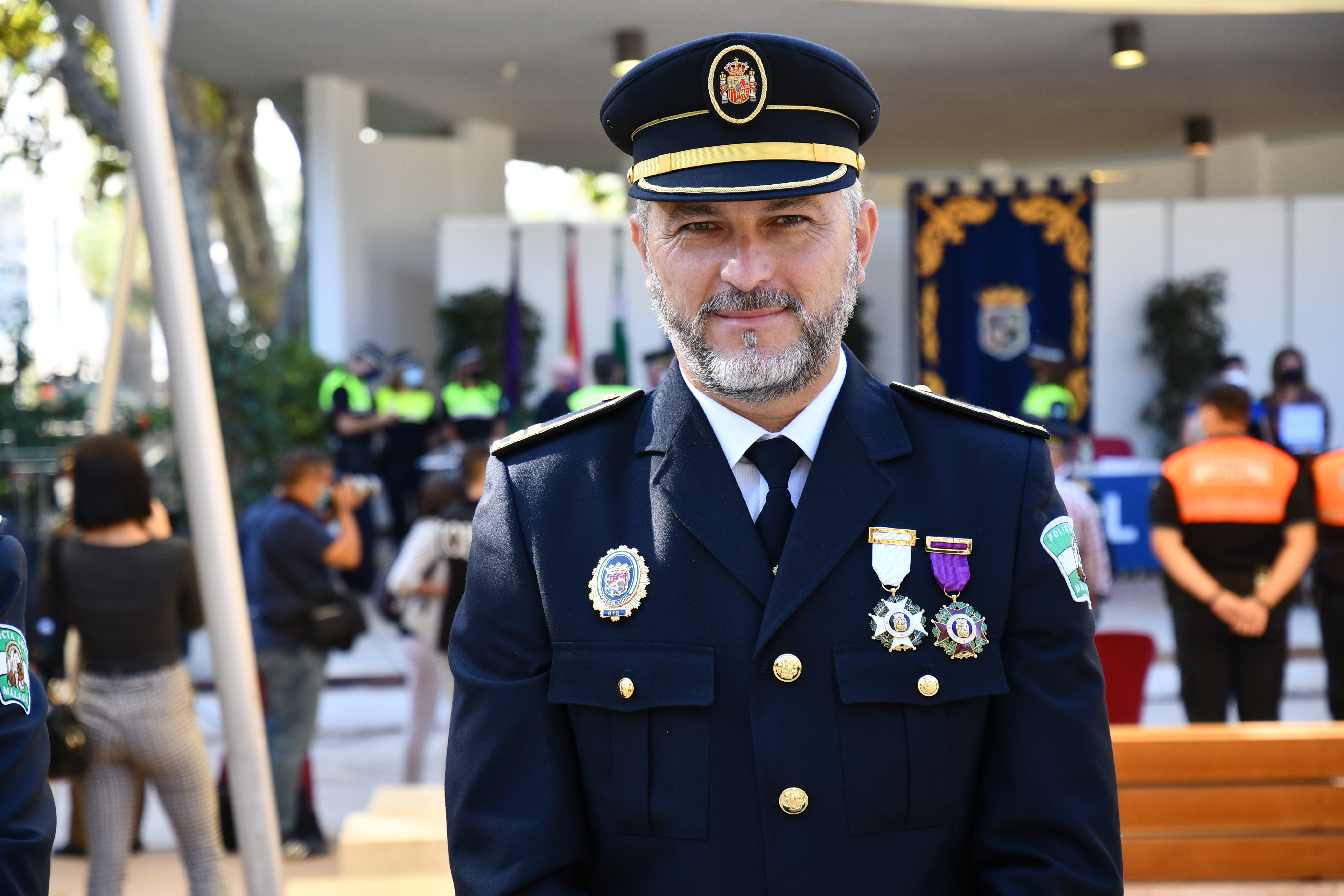
Agente de la Policía Local Málaga.

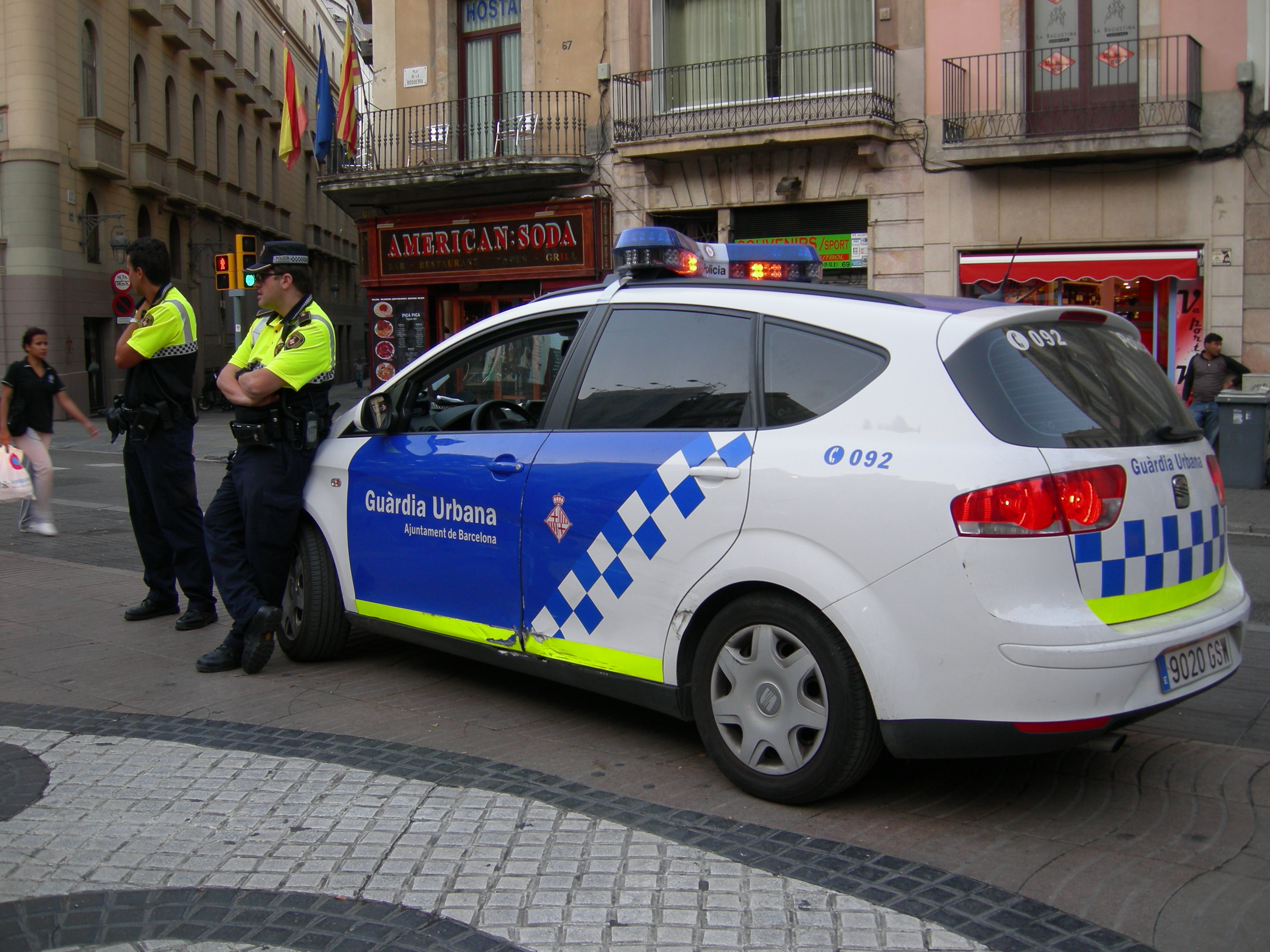
Antiguo vehículo patrulla de la Guardia Urbana de Barcelona.

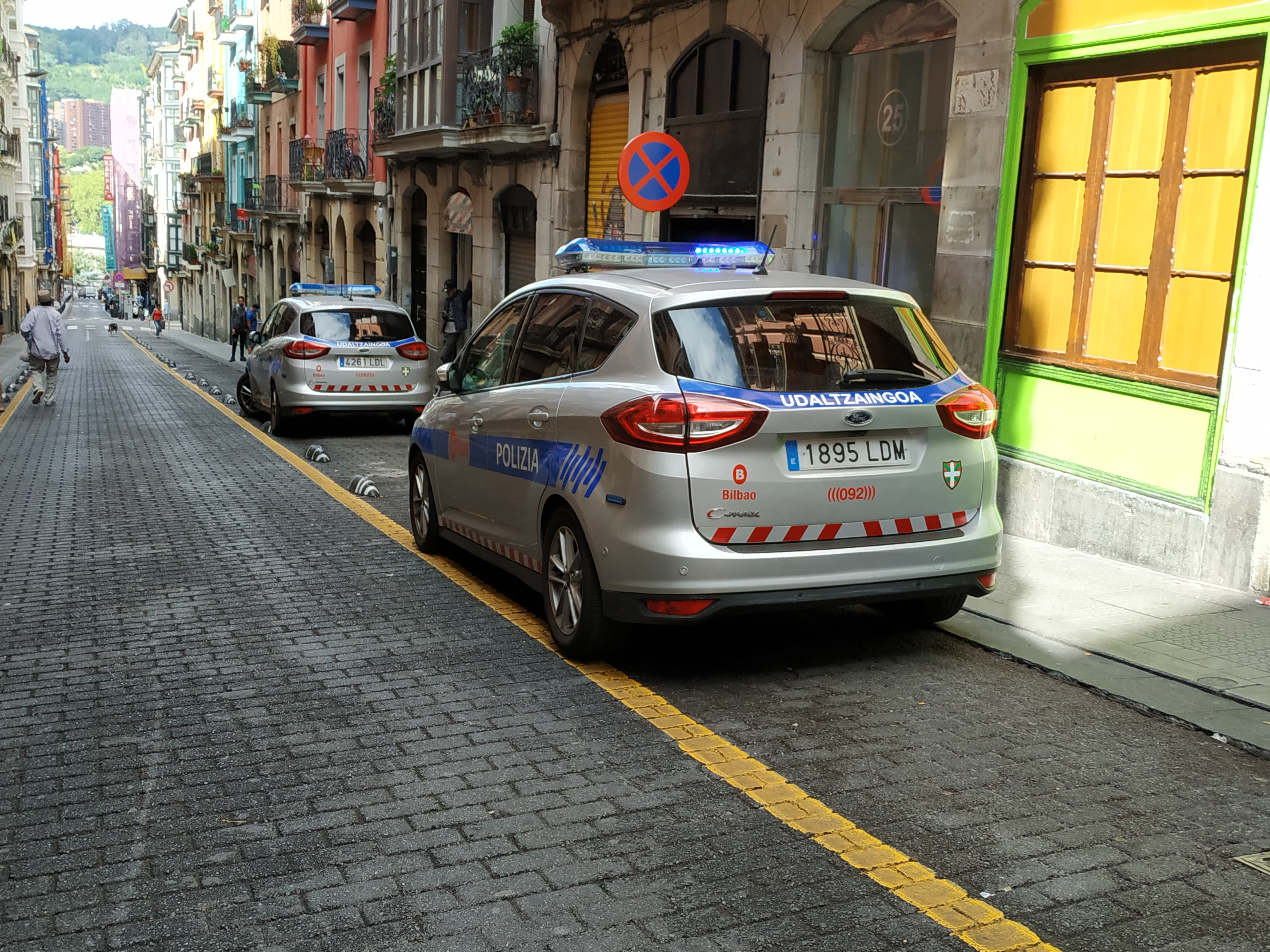
Radio Patrulla Policía Municipal de Bilbao País Vasco con las denominaciones en Euskera.

Los cuerpos de policía local o policía municipal en España son institutos armados de naturaleza civil con estructura y organización jerarquizada, rigiéndose, en cuanto a su régimen estatutario, por los principios generales de los Capítulos II y III del Título I y por la sección cuarta del Capítulo IV del Título II de la Ley Orgánica 2/86 de 13 de marzo de Fuerzas y Cuerpos de Seguridad, con adecuación que exija la dependencia de la administración correspondiente, las disposiciones dictadas al respecto por las comunidades autónomas y los reglamentos específicos para cada cuerpo y demás normas dictadas por los correspondientes ayuntamientos.
De 2010 a 2015, España cuenta con entre 61.867 y 66.400 agentes de policía local repartidos entre todas las comunidades autónomas.

## Diferentes denominaciones
Policía Local, Guardia Urbana y Policía Municipal son diferentes denominaciones para la misma institución de Cuerpo de Policía Local, lo único que difiere es el nombre tradicional con el que cada municipio denomina a estos cuerpos, por lo que se suele usar tanto el término municipal, urbano como local. 
Por ejemplo, Tarrasa, Sabadell, Madrid, Valladolid, País Vasco o Navarra denominan a sus Policías como Policía Municipal,  además, en el País Vasco y Navarra se denomina Udaltzaingoa o Polizia (en euskera), mientras que en Barcelona se denomina Guardia Urbana (Guàrdia Urbana de Barcelona en catalán), aunque en la gran mayoría de localidades españolas se le denomina Policía Local. Lo que diferencia un cuerpo de policía local de otro son las competencias que se han pactado o suscrito en convenios entre administraciones en materia de seguridad pública; así como sus imágenes corporativas, dotaciones de recursos humanos y materiales y sistemas de organización para prestar servicios a los ciudadanos.

## Funciones
Cada Ayuntamiento puede ampliar las competencias de sus policías locales con base en los requerimientos del municipio. Es entendible que las funciones de una policía de un municipio de pocos habitantes sean mucho más reducidas que las de grandes ciudades como Madrid, Barcelona o Valencia, donde las policías locales poseen cuerpos con dotaciones muy elevadas y una plantilla que en ocasiones, como en el ayuntamiento de Madrid, superan en número de efectivos a algunas policías autonómicas.
No obstante, la Ley Orgánica 2/86 de 13 de marzo de Fuerzas y Cuerpos de Seguridad, en su artículo 53, señala las funciones mínimas que debe asumirá la Policía Local, siendo  las que se enumeran a continuación, sin perjuicio de que estas sean ampliadas.
- Participar en las funciones de policía judicial, en la forma establecida en el artículo 29.2 de esta Ley.
- Efectuar diligencias de prevención y cuantas actuaciones tiendan a evitar comisión de actos delictivos en el marco de colaboración establecido en las juntas de seguridad.
- Vigilar los espacios públicos y colaborar con las Fuerzas y Cuerpos de Seguridad del Estado y con la policía de las comunidades autónomas en la protección de las manifestaciones y el mantenimiento del orden en grandes concentraciones humanas, cuando sean requeridos para ello.
- Policía administrativa, en lo relativo a las ordenanzas, bandos y demás disposiciones municipales dentro del ámbito de su competencia.
- Instruir atestados por accidentes de circulación dentro del casco urbano.
- Proteger a las autoridades de las corporaciones locales, y vigilancia o custodia de sus edificios e instalaciones.
- Ordenar, señalizar y dirigir el tráfico en el casco urbano, de acuerdo con lo establecido en las normas de circulación, cuando los medios lo necesiten.
- La prestación de auxilio, en los casos de accidente, catástrofe o calamidad pública, participando, en la forma prevista en las Leyes, en la ejecución de los planes de protección civil.
- Cooperar en la resolución de los conflictos privados cuando sean requeridos para ello.

## Policías locales de España
En España existen los siguientes cuerpos de Policía Local, que obtienen diferentes denominaciones en función de la tradición institucional de cada lugar:
- Policía Municipal de Madrid
- Guardia Urbana de Barcelona
- Policía Local de Sevilla
- Policía Local de Cádiz
- Policía Local Málaga
- Udaltzaingoa en País Vasco
- Policía Municipal/Udaltzaingoa de Pamplona/Iruña
- Policía Local de Albacete
- Policía Local de Santander
- Policía Local de Murcia
- Policía Municipal de Valladolid
- Policía Local de Gijón
- Policía Local de Valencia
- Policía Local de Las Palmas de Gran Canaria

Y demás municipios donde se haya creado. Según lo dispuesto en el Real Decreto Legislativo 781/1986, de 18 de abril, por el que se aprueba el Texto Refundido de las disposiciones legales vigentes en materia de Régimen Local, disposición transitoria cuarta, "La Policía Local sólo existirá en los municipios con población superior a 5.000 habitantes, salvo que el Ministerio de Administración Territorial autorice su creación en los de censo inferior."

### Policía local en Cataluña
En Cataluña todos los municipios de más de 10 000 habitantes tienen la potestad de crear un cuerpo de policía local. Actualmente, todos los que superan esta población tienen policía local y algún otro más pequeño, por autorización excepcional de la Generalidad, también. En concreto, es en la Ley 16/1991 de las Policías Locales catalanas donde se desarrolla toda su competencia.
Así, de los 947 municipios que tiene Cataluña, 217 tienen policía municipal, con 11.572 policías (Idescat 2023), que dan servicio directo a una población de más de 5 millones de habitantes, el 73 % del total catalán, aunque solo está presente en los núcleos principales de población, es decir, en el 20 % del territorio catalán. Se ha pasado de 162 policías locales en 1983 a 215 en 2017. 
En el artículo 164 del Estatuto Autonómico de Cataluña se contempla que corresponde a la Generalidad la planificación y regulación del sistema de seguridad pública, junto con la ordenación y actuación de los policías locales. El ámbito de actuación de las policías locales es constituido por el territorio de su municipio. Solo pueden actuar fuera de su ámbito territorial en situaciones de emergencia y con la autorización previa de las autoridades competentes, dando cuenta de estas actuaciones al Departamento titular de las competencias en materia de seguridad pública.

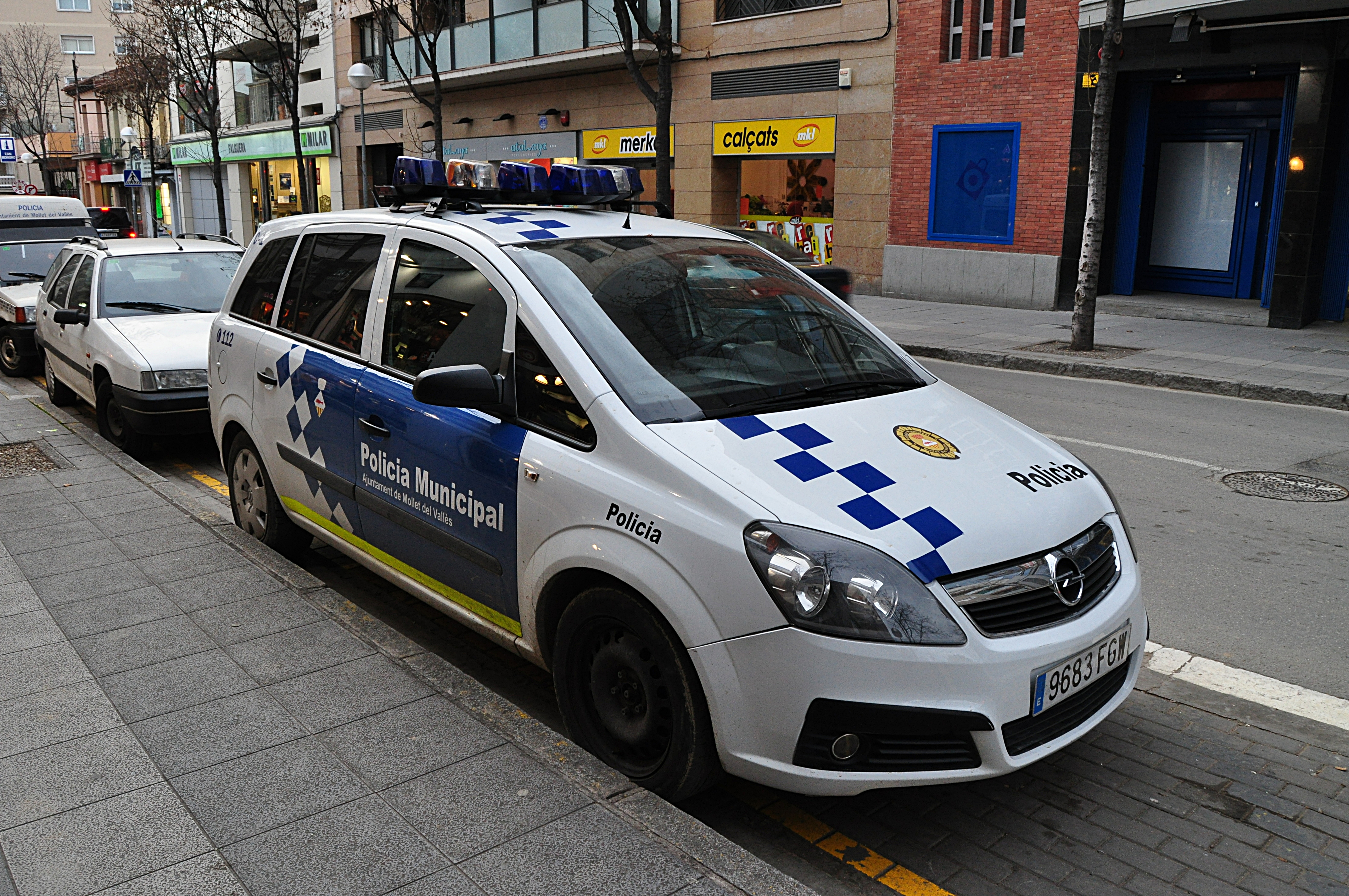
Vehículo de la Policía Municipal de Mollet del Vallés (Barcelona)

Cada policía local es un cuerpo único, bajo la dirección superior del Alcalde, aunque el mando directo la ejerce la cabeza del cuerpo que es el mando policial de mayor graduación.
La diferencia de población entre los municipios catalanes configura un escenario de las policías municipales muy plural y diversificado. Determinados municipios cuentan con cuerpos policiales con solo 4 o 5 agentes, mientras que la Guardia Urbana de Barcelona tiene alrededor de 3000 agentes
El despliegue ha configurado un modelo de implantación policial diferente según los municipios. Así, algunos municipios tienen comisaría de la Policía de la Generalidad y de la Policía local, otros solo de la Policía local, otros solo de la Policía de la Generalidad y unos últimos no tienen base operativa de ningún policía y los servicios de seguridad son alcanzados por la Policía de la Generalidad desde la comisaría más cercana.

## Preguntas frecuentes

#### ¿La Policía Local forma parte de las Fuerzas y Cuerpos de Seguridad?
Sí, así lo establece el artículo segundo de la Ley Orgánica 2/86.
"Artículo 2. Fuerzas y Cuerpos de Seguridad:
a) Las Fuerzas y Cuerpos de Seguridad del Estado dependientes del Gobierno de la Nación.
b) Los Cuerpos de Policía dependientes de las Comunidades Autónomas.
c) Los Cuerpos de Policía dependientes de las Corporaciones Locales."

#### ¿Los Policías Locales son agentes de la autoridad?
Sí. Así lo establece el artículo séptimo de la Ley Orgánica 2/86. 
"Artículo 7.1. En el ejercicio de sus funciones, los miembros de las Fuerzas y Cuerpos de Seguridad tendrán a todos los efectos legales el carácter de Agentes de la Autoridad"

#### ¿Los policías locales son subordinados de la Policía Nacional y de la Guardia Civil?
No. Las policías locales tienen carácter colaborador con las FCSE. Esto a menudo se malinterpreta con un carácter de subordinación o auxilio.
Según el tipo de acto perseguido, la competencia será de un cuerpo o de otro, estando las principales competencias de seguridad pública compartidas por ambos cuerpos.

Ante duda sobre la competencia de un acto, esta a menudo es asumida por el primer cuerpo actuante o por el cuerpo que actúe bajo mandato judicial.
"Artículo 3. Los miembros de las Fuerzas y Cuerpos de Seguridad ajustarán su actuación al principio de cooperación recíproca y su coordinación se efectuará a través de los órganos que a tal efecto establece esta Ley".

#### ¿La Policía Local sólo puede actuar en su municipio?
Sí, salvo algunos supuestos.
"Artículo 5.4. Dedicación profesional
Deberán llevar a cabo sus funciones con total dedicación, debiendo intervenir siempre, en cualquier tiempo y lugar, se halleren o no de servicio, en defensa de la Ley. y de la seguridad ciudadana."
"Artículo 51.3. Dichos Cuerpos sólo podrán actuar en el ámbito territorial del municipio respectivo, salvo en situaciones de emergencia y previo requerimiento de las Autoridades competentes."
Además, las corporaciones locales pueden ampliar estos supuestos para permitir la actuación de Policías Locales de un municipio en otros de la misma comunidad.
¿La Policía Local cobra más que la Policía Nacional o la Guardia Civil?
Cada cuerpo local depende económicamente de su Ayuntamiento, por lo que existen nóminas muy dispares.
Un informe del Sindicato Unificado de Policía del año 2017, previo a la subida salarial aprobada para la equiparación con las policías autonómicas, situaba a las FCSE por debajo de la media salarial de las Policías Locales.
Con la reciente subida salarial, el sueldo medio de la Policía Nacional y Guardia Civil se situaría por encima del sueldo medio de las Policías Locales y aún por debajo de las Policías Autonómicas.

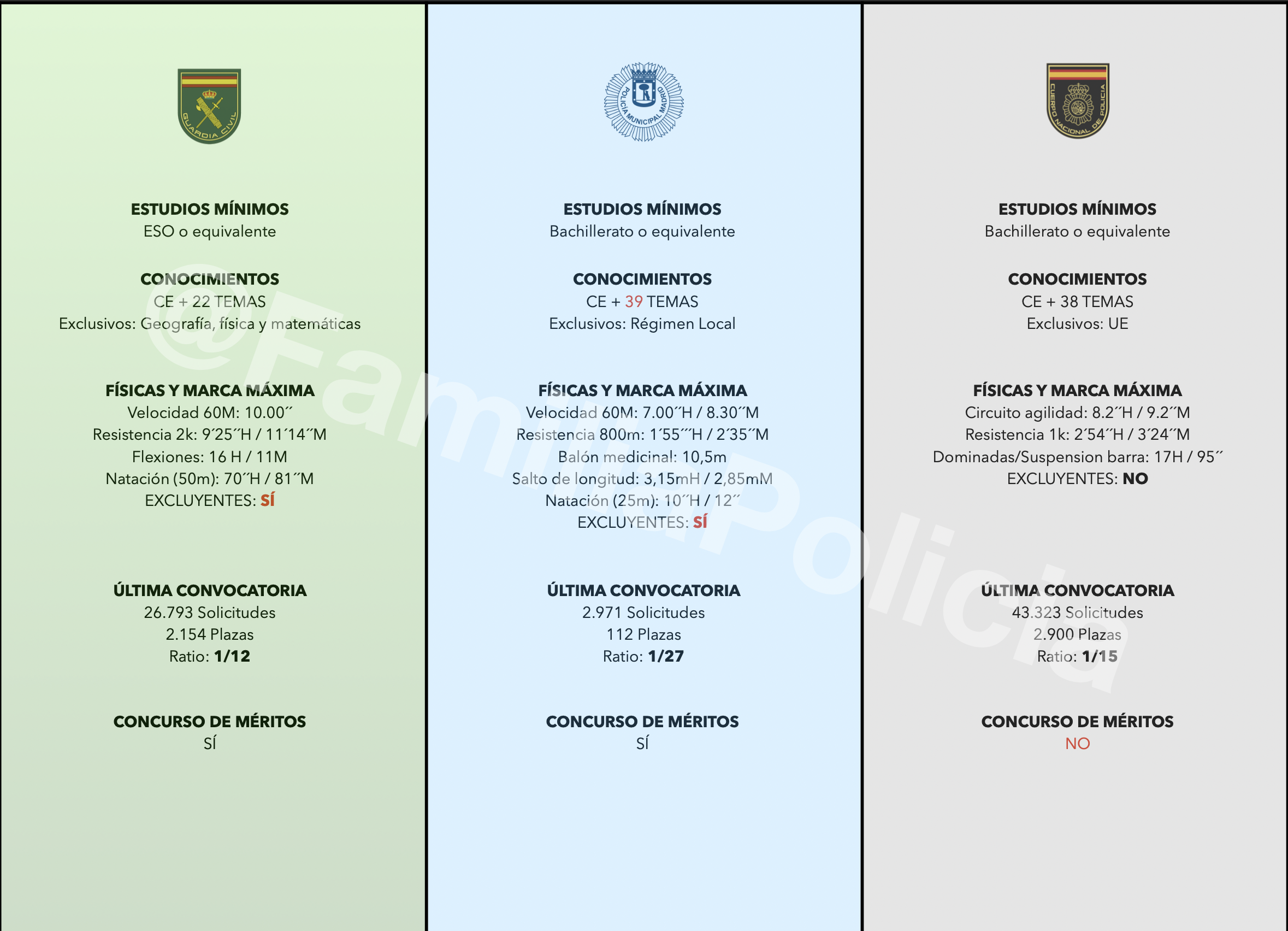
Comparación de requisitos de acceso a la PN/PMM/GC

#### ¿Es más fácil acceder a la Policía Local que a las FCSE?
Como en el caso de los sueldos, cada comunidad o corporación puede modificar los requisitos de ingreso a sus policías locales, por lo que la respuesta será diferente según qué municipio comparemos.
Los requisitos principales son muy parejos, a pesar de que cada cuerpo enfoca su temario a las competencias que le son propias.
El único dato objetivo que se puede generalizar es el de ratio de opositores por plaza, siendo las plazas ofertadas en las policías locales, por norma general, abruptamente inferiores a las de los FCSE, por lo que atendiendo al número de plazas ofertadas frente al número de opositores solicitantes, la FCSE tienen un ratio más asequible que las Policías Locales.

#### ¿Guardia Urbana, Policía Municipal y Policía Local son lo mismo?
Sí. Cada corporación local puede poner el nombre que más se adapte a sus tradiciones históricas.